# Donato Giannotti

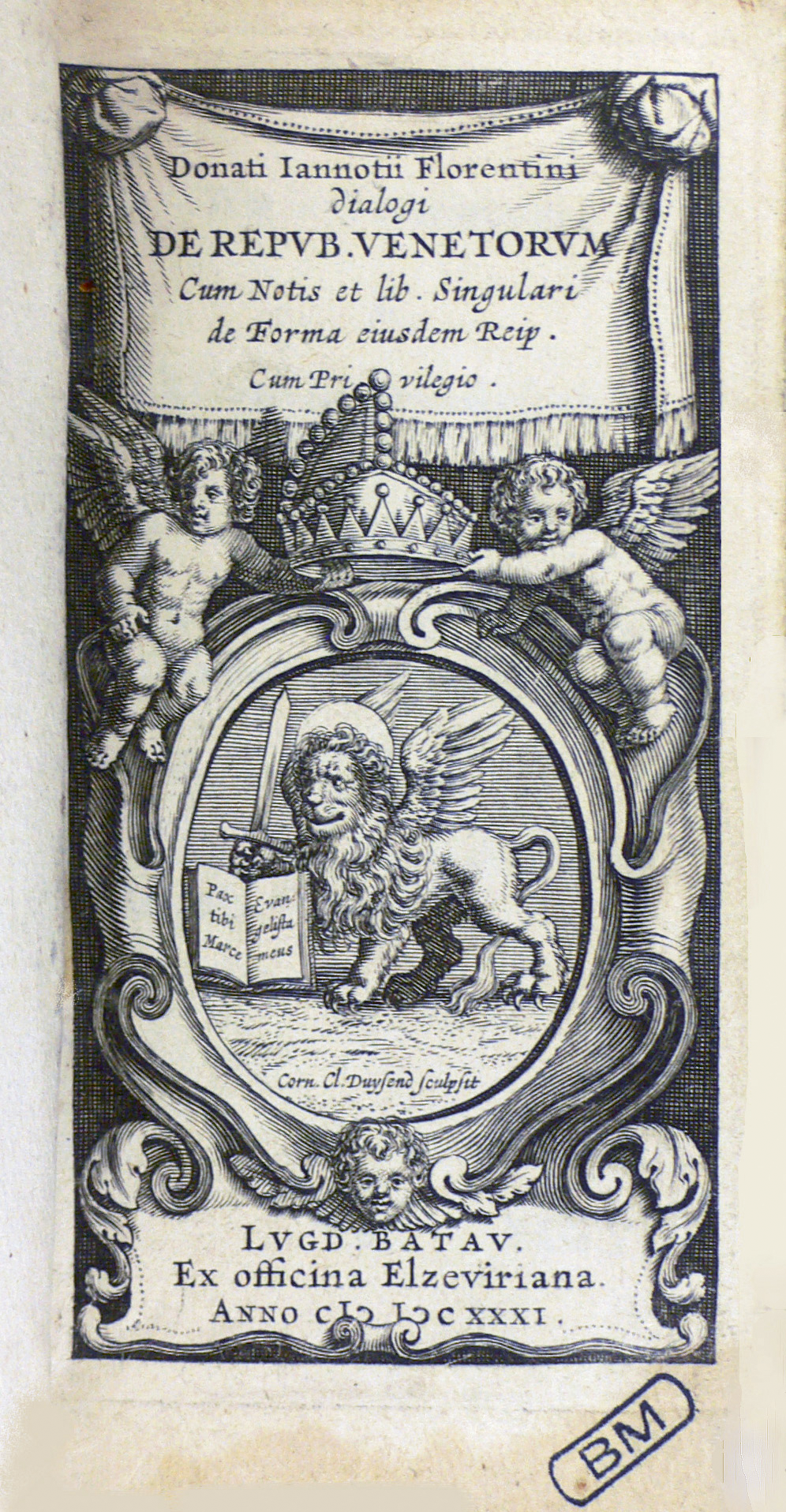
Dialogi de Repub. Venetorum, 1631.

Donato Giannotti (ur. 27 listopada 1492 we Florencji, zm. w 1573 w Rzymie) – włoski, renesansowy pisarz polityczny i autor sztuk teatralnych. Zwolennik ustroju republikańskiego.
Był jednym z przywódców republiki florenckiej. Wraz z powrotem Medyceuszy udał się na wygnanie. Przyjaźnił się z Michałem Aniołem. Był protegowanym kardynała Niccola Ridolfiego.

## Dzieła
- Della repubblica dei veneziani (1526-1533)
- Della repubblica fiorentina (1531)
- Discorso delle cose d'Italia al santissimo padre e nostro signore papa Paolo III (1535)
- Il Vecchio Amoroso (1531-1536)[2]